# 马尔热里-尚塔格雷
马尔热里-尚塔格雷（法語：Margerie-Chantagret，法語發音：[maʁʒəʁi ʃɑ̃taɡʁɛ]）是法国卢瓦尔省的一个市镇，位于该省西南部，属于蒙布里松区。

## 历史
该市镇由马尔热里（Margerie）和尚塔格雷（Chantagret）两村镇组成，最初名为马尔热里和尚塔格雷（Margerie et Chantagret），1801年更名为今天的马尔热里-尚塔格雷（Margerie-Chantagret）。

## 地理
马尔热里-尚塔格雷（45°31'30"N, 4°4'0"E）面积7.71 平方千米，位于法国奥弗涅-罗讷-阿尔卑斯大区卢瓦尔省，该省份为法国中南部省份，北起顺时针与索恩-卢瓦尔省、罗讷省、伊泽尔省、阿尔代什省、上盧瓦爾省、多姆山省和阿列省接壤。
与马尔热里-尚塔格雷接壤的市镇（或旧市镇、城区）包括：沙泽勒叙拉维约、拉维约、莱济尼厄、圣乔治欧特维尔、圣让索莱米约、索莱米约。
马尔热里-尚塔格雷的时区为UTC+01:00、UTC+02:00（夏令时）。

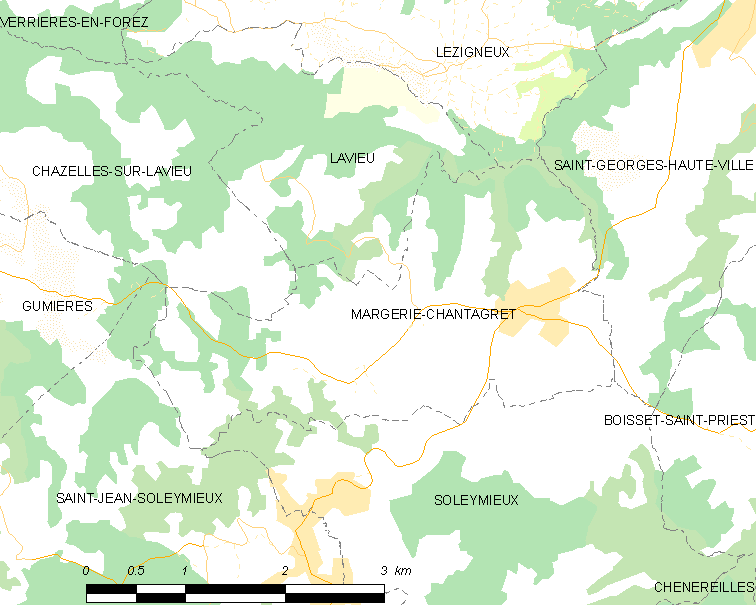
马尔热里-尚塔格雷的OSM定位图

## 行政
马尔热里-尚塔格雷的邮政编码为42560，INSEE市镇编码为42137。

## 政治
马尔热里-尚塔格雷所属的省级选区为蒙布里松县。

## 人口

1962-2008年间马尔热里-尚塔格雷人口变化图示

马尔热里-尚塔格雷于2022年1月1日时的人口数量为841人。